# Primer ministro de las Bahamas
El  primer ministro de las Bahamas es el jefe de Gobierno de Bahamas. Es nombrado por el gobernador general, pero requiere el consentimiento de la Cámara de la Asamblea.

## Oficina del Primer Ministro
La Oficina está compuesta por:
- Oficina del Primer Ministro
- Departamento de Tierras y Estudios
- Departamento de Imprenta del Gobierno
- Departamento de Estadística
- Servicios de información de Bahamas
- Consejo Económico Nacional
- Promoción y facilitación de inversiones
- Desarrollo en las Islas de la Familia

Las agencias dependientes del primer ministro incluyen:
- Departamento de Tierras y Estudios
  - Tierras y Topografía
  - Adquirir tierra
- Departamento de Gobierno Local
  - Relaciones con las agencias del gobierno local
  - Asociaciones de mejora local

## Jefes de Gobierno de Bahamas (1955-presente)

### Ministro principal de las Islas Bahamas (1955-1964)
| No. | Nombre                    | Elección | Término en el cargo | Término en el cargo | Término en el cargo | Partido político             |
| No. | Nombre                    | Elección | Inicio              | Final               | Tiempo en el cargo  | Partido político             |
| --- | ------------------------- | -------- | ------------------- | ------------------- | ------------------- | ---------------------------- |
| 1   | Roland Theodore Symonette | 1962     | 1955                | 7 de enero de 1964  | 9 años              | Partido Unido de las Bahamas |

### Premier de las Islas Bahamas (1964-1969)
| No. | Nombre                    | Elecciones | Término en el cargo | Término en el cargo | Término en el cargo | Partido político             |
| No. | Nombre                    | Elecciones | Inicio              | Final               | Tiempo en el cargo  | Partido político             |
| --- | ------------------------- | ---------- | ------------------- | ------------------- | ------------------- | ---------------------------- |
| (1) | Roland Theodore Symonette | —          | 7 de enero de 1964  | 16 de enero de 1967 | 3 años y 9 días     | Partido Unido de las Bahamas |
| 2   | Lynden Pindling           | 1967 1968  | 16 de enero de 1967 | 10 de mayo de 1969  | 2 años y 114 días   | Partido Liberal Progresista  |

### Primer ministro de la Mancomunidad de las Islas Bahamas (1969-1973)
| No. | Nombre          | Elección | Término en el cargo | Término en el cargo | Término en el cargo | Partido político            |
| No. | Nombre          | Elección | Inicio              | Final               | Tiempo en el cargo  | Partido político            |
| --- | --------------- | -------- | ------------------- | ------------------- | ------------------- | --------------------------- |
| 1   | Lynden Pindling | 1972     | 10 de mayo de 1969  | 10 de julio de 1973 | 4 años y 61 días    | Partido Liberal Progresista |

### Primer ministro de la Mancomunidad de las Bahamas (1973-presente)
| No. | Portrait | Nombre          | Elección       | Término en el cargo      | Término en el cargo      | Término en el cargo | Partido político            |
| No. | Portrait | Nombre          | Elección       | Inicio                   | Final                    | Tiempo en el cargo  | Partido político            |
| --- | -------- | --------------- | -------------- | ------------------------ | ------------------------ | ------------------- | --------------------------- |
| 1   |          | Lynden Pindling | 1977 1982 1987 | 10 de julio de 1973      | 21 de agosto de 1992     | 19 años y 42 días   | Partido Liberal Progresista |
| 2   |          | Hubert Ingraham | 1992 1997      | 21 de agosto de 1992     | 3 de mayo de 2002        | 9 años y 255 días   | Movimiento Nacional Libre   |
| 3   |          | Perry Christie  | 2002           | 3 de mayo de 2002        | 4 de mayo de 2007        | 5 años y 1 día      | Partido Liberal Progresista |
| (2) |          | Hubert Ingraham | 2007           | 4 de mayo de 2007        | 8 de mayo de 2012        | 5 años y 4 días     | Movimiento Nacional Libre   |
| (3) |          | Perry Christie  | 2012           | 8 de mayo de 2012        | 11 de mayo de 2017       | 5 años y 3 días     | Partido Liberal Progresista |
| 4   |          | Hubert Minnis   | 2017           | 11 de mayo de 2017       | 17 de septiembre de 2021 | 4 años y 128 días   | Movimiento Nacional Libre   |
| 5   |          | Philip Davis    | 2021           | 17 de septiembre de 2021 | Incumbente               | ———                 | Partido Liberal Progresista |